# Un'amica pennuta
Un'amica pennuta (Fine Feathered Friend) è un film del 1942 diretto da William Hanna e Joseph Barbera. È l'ottavo cortometraggio animato della serie Tom & Jerry, prodotto dalla Metro-Goldwyn-Mayer e uscito negli Stati Uniti il 10 ottobre 1942. Il cortometraggio è ambientato quasi interamente in un'aia, dove i tentativi di Tom di catturare Jerry vengono resi più problematici da una gallina e dal suo nido di uova prossime alla schiusa. È il primo corto della serie in cui vengono accreditati gli animatori, e il primo a cui abbia lavorato Kenneth Muse (che disegnerà i personaggi nelle fattezze con cui sono conosciuti oggi). È anche l'ultimo corto della serie a cui ha lavorato Bill Littlejohn. Dal 2004 viene distribuito per errore col titolo Una strana alleanza, appartenente invece al corto Dog Trouble.

## Trama
Tom sta inseguendo Jerry all'interno di un'aia, e il topo decide di nascondersi nel nido di una gallina. Essa è molto protettiva verso le sue uova, e becca la testa del gatto ogni volta che quest'ultimo si avvicina per cercare Jerry. Dopo vari tentativi falliti di Tom, le uova si schiudono e la gallina esce dall'aia con i suoi pulcini. Jerry usa quattro piume per mascherarsi e confondersi con loro ma, dopo aver seguito per sbaglio un gruppo di anatroccoli, perde il travestimento e viene scoperto dal suo nemico. Tom ricomincia a inseguire Jerry, tentando di ucciderlo con una cesoia, ma il topo ritrova la gallina e si nasconde. Il gatto, nella foga, finisce per tagliare tutte le piume della coda della chioccia. Essa allora si vendica facendo lo stesso con i peli posteriori di Tom. Il gatto è quindi costretto a fare la guardia all'aia, col didietro bendato, aspettando che Jerry (nuovamente in mezzo ai pulcini) ne esca.